# Košíře (Opatovec)
Košíře (německy Körber) jsou základní sídelní jednotka, součást obce Opatovec v okrese Svitavy v Pardubickém kraji. Nachází se asi 5 km severně od Svitav. V roce 2011 zde žilo 214 obyvatel v 71 domech.
V Košířích se nachází kostel Narození Panny Marie, postavený v roce 1793. Kolem kostela leží hřbitov. Prochází tudy silnice III/3532.
| Rok            | 1869 | 1880 | 1890 | 1900 | 1910 | 1921 | 1930 | 1950 | 1961 | 1970 | 1980 | 1991 | 2001 | 2011 |
| -------------- | ---- | ---- | ---- | ---- | ---- | ---- | ---- | ---- | ---- | ---- | ---- | ---- | ---- | ---- |
| Počet obyvatel | 282  | 289  | 335  | 354  | 321  | 271  | 256  | 196  | 190  | 159  | –    | –    | –    | 214  |
| Počet domů     | 48   | 48   | 53   | 49   | 49   | 48   | 48   | 48   | –    | 41   | –    | –    | –    | 71   |